# Електронікор
Електроніко́р — музичний жанр, у якому поєднались елементи постгардкору, металкору та електронної музики. Цей жанр набув популярності серед постгардкор- та металкор-гуртів 2000-х Англії, США, Канади, Франції та Гонконгу.

## Основні риси
За стилістикою звучання, жанр являє собою злиття постгардкору та різних жанрів електронної музики, наприклад, дабстепу, драм-енд-бейсу та трансу. Деякі гурти зуміли поєднати електронну музику та металкор, надавши композиціям важче звучання. Часто використовуються брейкдаун та скримінг.

## Прийом
Наприкінці 2000-х Sumerian Records відзначили, що «останнім часом спостерігається надлишок електроніки/гардкор-музики». Attack Attack! часто визнають головним американським творцем стилю, вказуючи на британський гурт Enter Shikari як джерело натхнення. Enter Shikari — електронний гурт, який розпочав діяльність у 1999 році, додавши останнього учасника і перетворившись на «Enter Shikari» з «Hybryd» на початку 2003 року в Сент-Олбансі, Англія. Гурт отримав міжнародну радіоротацію і значну кількість музичних нагород, зокрема від Kerrang!, NME, Rock Sound Magazine та BT Digital Music Awards. Вони виражають зв'язок з такими жанрами електронної музики, як транс, і їх називають «королями транскору». Їхній другий альбом під назвою Common Dreads вийшов у червні 2009 року і дебютував у британському чарті альбомів на 16 місці. У 2020 році метал-гурт Bring Me The Horizon випустив альбом Post Human: Survival Horror, який має помітні елементи електроніки в кількох треках, таких як 1x1, в якому бере участь дует Nova Twins.

## Пов'язані музичні стилі
Нінтендокор — жанр рок-музики, що включає в себе елементи музики відеоігор та чиптюну, є похідною формою постгардкору.
Кранккор — музичний жанр, що поєднує в собі постгардкор і скримо зі стилем кранк-гіп-гоп та характеристиками електронної музики.
Цифровий гардкор — музичний жанр, що поєднує елементи гардкор-панку та різних форм електронної музики і техно. Він розвинувся в Німеччині на початку 1990-х років і часто має соціологічну або ліву ліричну тематику.

## Виконавці
- Asking Alexandria
- Attack Attack!
- Hopes Die Last
- Morphine Suffering
- Blood Stain Child
- Enter Shikari
- Crossfaith
- Eskimo Callboy
- Fail Emotions
- Crown the Empire
- Capture the Crown
- Make Me Famous
- Plastic Fantastic!
- I See Stars
- Оригамі
- Blood on the Dance Floor
- We Came as Romans
- Palisades